# ليلة واحدة تكفي
ليلة واحدة تكفي هي رواية للمؤلف قاسم توفيق، تدور أحداثها في ليلة حاسمة في تاريخ المنطقة العربية، وهي ليلة نكسة حزيران عام 1967. وصلت الى القائمة الطويلة للجائزة العالمية للرواية العربية 2023.

## نبذة عن الرواية
تدور أحداث الرواية في مقهى عمّاني، حيث تجتمع ظروف الحرب لتجمع بين شخصيتين مختلفتين: وجدان، الممرضة الفلسطينية التي تحمل معها أوجاع النكبة وحزن فقدان حبيبها، وذيب، الشاب الذي عاد من الغربة حاملاً معه أحلامه وأوجاعه. تكشف الحرب عن أعماق شخصياتهما وأحلامهما وأوجاعهما. ففي خضم الأحداث الدرامية للحرب، تتطور علاقة وجدان وذيب، وتتداخل خيوط حياتهما لتشكل لوحة معقدة من الحب والخسارة والأمل. 

## الأسلوب
تتميز الرواية بأسلوبها السردي الرقيق الذي يستكشف أعماق النفس البشرية، ويصور ببراعة تأثير الأحداث التاريخية على حياة الأفراد. كما أنها تقدم صورة واقعية عن المجتمع الأردني في تلك الفترة، وآثار النكسة على الفلسطينيين.

## شخصيات الرواية
- وجدان: الممرضة الفلسطينية تعمل وجدان في أحد مستشفيات عمّان، وهي تحمل معها أوجاع النكبة وفقدان الوطن. عاشت وجدان قصة حب مؤلمة انتهت بوفاة حبيبها، مما ترك أثراً عميقاً في نفسيتها. رغم الألم الذي تعانيه، إلا أن وجدان تتميز بشخصية قوية وإصرار على مواجهة الحياة.

- ذيب: الشاب العائد من الغربة ذيب هو شاب عمّاني عاد إلى وطنه بعد فترة غربة، ويعمل في مقهى. يحمل ذيب في داخله الكثير من الأحلام والتطلعات، ولكنه يعاني أيضاً من بعض الصراعات الداخلية. يتحول ذيب إلى حامي لوجدان في ظل الأحداث الصعبة التي تمر بها عمّان.